# Music for the Royal Fireworks
Pour les articles homonymes, voir Fireworks.

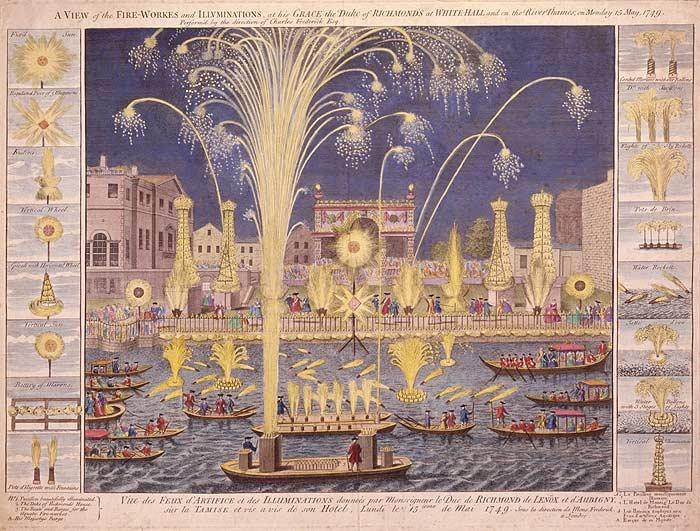
Vue des feux d'artifice donnés sur la Tamise le 15 mai 1749

Music for the Royal Fireworks ou Fireworks Music (Musique pour les feux d'artifice royaux), HWV 351, a été composée en 1749 par Georg Friedrich Haendel pour les festivités en l'honneur du traité d'Aix-la-Chapelle. C'est le pendant d'une autre œuvre destinée à être jouée en plein air, la tout aussi célèbre Water Music composée en 1717.
La répétition fut suivie par une foule nombreuse (près de 12 000 personnes) provoquant de grands embouteillages de carrosses. La représentation officielle du 27 avril fut cependant marquée par un incendie d'un petit bâtiment du Green Park de Londres, provoqué par le spectacle pyrotechnique organisé par l'un des frères Ruggieri, Gaetano.
Conçue initialement pour près de 100 instrumentistes (hautbois, bassons, cors, trompettes, timbales et cordes), Haendel en réduisit l'effectif à quatre-vingt en supprimant les cordes à la demande du roi George II. Les vents et les percussions sont renforcés afin d'atténuer le bruit des détonations.

Elle comprend cinq mouvements :
- Ouverture (adagio - allegro - lentement - allegro)
- Bourrée[2]
- La Paix (largo alla siciliana)[2]
- La Réjouissance[2]
- Menuets I / II (allegro)

À noter que selon l'usage du temps, pour célébrer le même événement, Jean-Philippe Rameau donne à l'Académie royale de Paris une pastorale, Naïs, « Opéra pour la paix ».

## Utilisation au cinéma
- Certaines pièces ont été reprises dans la musique du film Vatel de Roland Joffé (1999) ce qui constitue un anachronisme, le film se passant en 1671, soit 78 ans avant la composition de cette musique.
- Il en est de même du film anglo-américain L'Homme au Masque de fer (The Man in the Iron Mask, 1998) réalisé par Randall Wallace, avec Leonardo DiCaprio, Jeremy Irons, John Malkovich, Gérard Depardieu et Gabriel Byrne, vu que Louis XIV est décédé le 1er septembre 1715.